# Darío Rodríguez Parra
Darío Andrés Rodríguez Parra (Bogotà, 15 maggio 1995) è un calciatore colombiano, attaccante dell'Inter de Palmira.

## Carriera
Ha giocato nella massima serie colombiana.

## Palmarès

### Competizioni nazionali
- Campionato colombiano: 1

Santa Fe: 2014-II
- Súper Liga: 1

Santa Fe: 2015

### Competizioni internazionali
- Coppa Sudamericana: 1

Santa Fe: 2015